# Pseudoficimia frontalis
La culebra llamacoa (Pseudoficimia frontalis) es una especie de serpientes de la familia Colubridae, es el único representante del género Pseudoficimia.

## Distribución y hábitat
Es una culebra endémica de México que habita la vertiente del pacífico y también se le ha visto en el Eje Neovolcánico Transversal. Sus hábitos son poco conocidos pero habita en bosques tropicales espinosos y matorrales espinosos áridos desde Sonora hasta Colima, Morelos y México.

## Comportamiento
Es una especie ovípara, produce hasta 25 huevos por puesta. Se desconoce su dieta sin embargo se cree que probablemente está relacionada con Ficimia y Gyalopion y probablemente consume presas similares a la de estos dos reptiles como arañas, ciempiés y alacranes.